# Халупа, Карел
Карел Халупа (чеш. Karel Chalupa; 15 декабря 1864, Прага — 6 июня 1904, там же) — австро-венгерский чешский писатель-беллетрист, юморист. В основном писал произведения для детей и юношества, а также занимался сбором пражского фольклора.
Родился в семье известного пражского художника, работал журналистом, а также заведующим школьной библиотекой, писать начал ещё в юности.
Кроме ряда рассказов для юношества, написал следующие произведения: «Různé obrázky» (1890), «Z veseiých dob» (1892), «Svatební dar» (1893), «Ze staré Prahy» (2 части, 1897 и 1898), «Z pražského ovzduśí» (1897).